# Jan de Baen

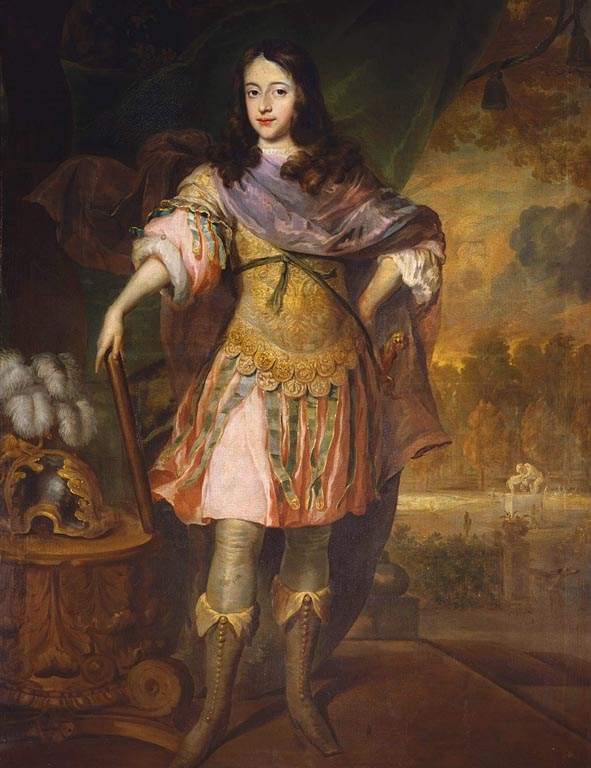
Portret Wilhelma III Orańskiego, ok. 1667

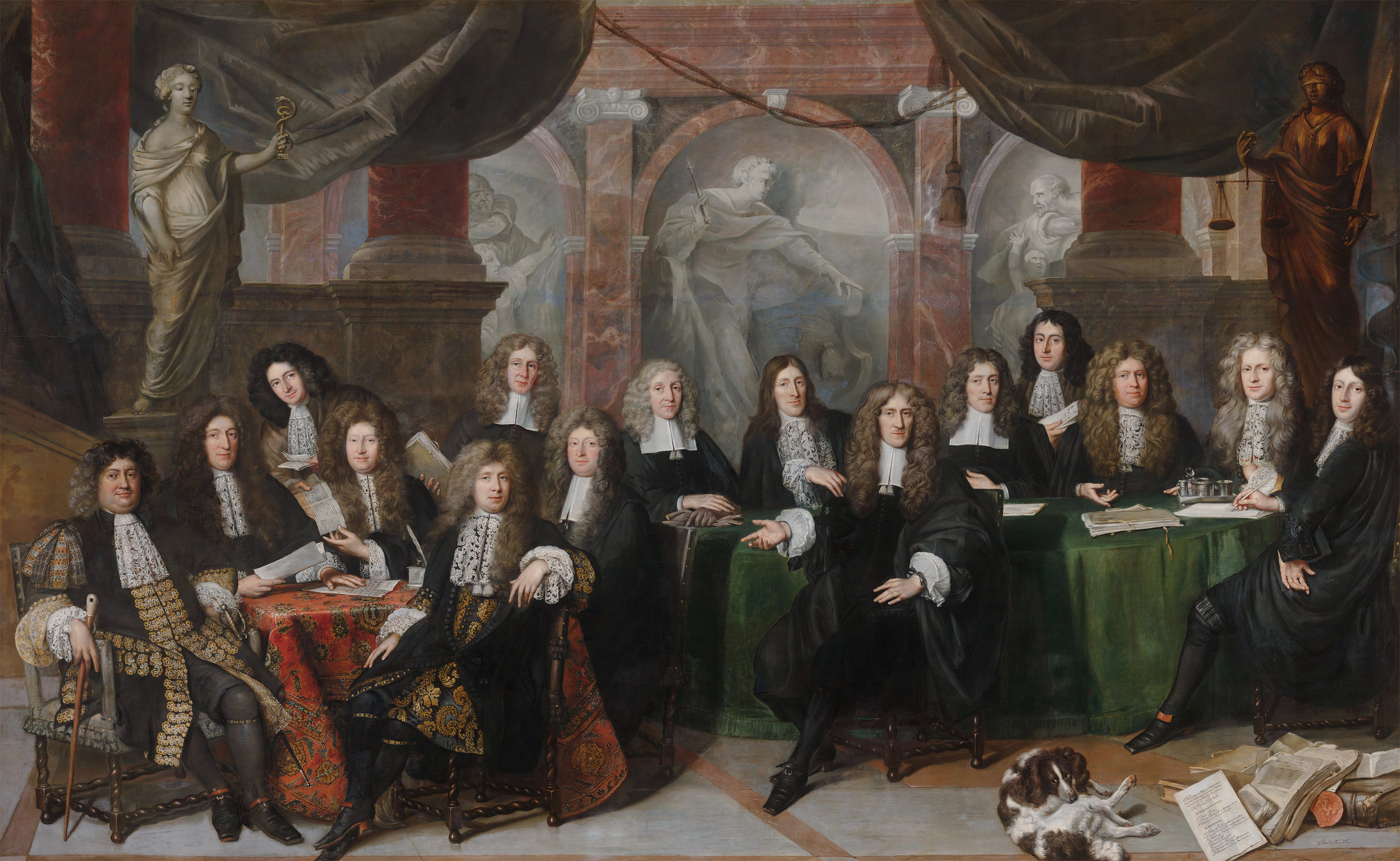
Członkowie haskiego magistratu, 1682

Jan de Baen (ur. 20 lutego 1633 w Haarlemie, poch. 8 marca 1702 w Hadze) – holenderski malarz barokowy.

## Życiorys
Podstaw malarstwa nauczył się w Emden od swojego wuja Hindricka Pijmana. Około 1646 wyjechał do Amsterdamu, gdzie został uczniem malarza Jacoba Adriaensz. Backera. Po śmierci Backera w 1651 pozostał w Amsterdamie, malując portrety jako niezależny artysta. W 1660 przeniósł się do Hagi, gdzie podobno szybko odniósł sukces jako portrecista. Według Houbrakena, przed 1666 de Baen został wezwany do Anglii przez Karola II i tam pracował na dworze. W latach 1660–1665 przez jakiś czas pozostawał aktywny w Londynie. Pracował także dla elektora brandenburskiego Fryderyka Wilhelma, który w 1676 mianował go nadwornym malarzem i bezskutecznie próbował ściągnać go do Berlina.
W 1666 przystąpił haskiego bractwa Confrérie Pictura, w którym kilkakrotnie pełnił funkcję dziekana. W 1699 został regentem stowarzyszonej z bractwem akademii rysunku Haagsche Teekenacademie. W swojej pracy artystycznej regularnie korzystał z pomocy asystentów, m.in. malarzy Barenda Appelmana (malował tła) i Johannesa Vollevensa (malował draperie). Wśród wielu uczniów de Beana był jego syn Jacobus de Baen, siostrzeniec Jan van Sweel oraz zięć Daniël Vincentius.

## Twórczość
Malował głównie portrety naturalnej wielkości (półpostać i postać do kolan) w stylu van Dycka, modne, nieco pochlebne, z wyraźnymi wpływami francuskimi, widocznymi np. w tłach przedstawiających parki lub faliste krajobrazy. Sportretował m.in. Johanna Mauritsa z Nassau-Siegen Albrechta VII Habsburga, Ferdynanda II Medyceusza, Wilhelma III Orańskiego oraz przywódców antyorańskiego stronnictwa – braci de Wittów: Johana i Cornelisa. Miasto Dordrecht zleciło mu namalowanie dla ratusza wielkoformatowego obrazu Triumf Cornelisa de Witta po jego powrocie z podróży do Chatham w 1667. Przyjmował też zlecenia na portrety zbiorowe od instytucji i władz miejskich w Hadze, Lejdzie, Amsterdamie i Hoorn.

## Dzieła
- Triumf Cornelisa de Witta po jego powrocie z podróży do Chatham w 1667, 1668 (zniszczony w 1672), pomniejszona replika w Rijksmuseum, Amsterdam
- Hieronymous van Beverdinck i jego żona Johanna Le Gillon, 1670, Rijksmuseum, Amsterdam
- Dyrektorzy Kompanii Wschodnioindyjskiej w Hoorn, 1682, Westfries Museum, Hoorn
- Członkowie haskiego magistratu, 1682, Haags Historisch Museum